# Batterij (elektrisch)
Een batterij is een element bestaande uit meerdere elektrochemische cellen voor het leveren van elektriciteit, die ontstaat door de omzetting van opgeslagen chemische energie in elektrische energie. Historisch gezien wordt een aantal parallel of in serie geschakelde elektrochemische cellen, Leidse flessen of condensatoren een 'batterij' genoemd. In de volksmond heeft ook een enkele cel de naam van het geheel gekregen. Een autoaccu is een oplaadbare batterij, maar deze wordt in Nederland, in tegenstelling met België, gewoonlijk niet "batterij" genoemd.
Het symbool voor een batterij in een elektrisch schema bestaat uit twee tegenover elkaar geplaatste platen, een grotere, de positieve klem, en een kleinere, de negatieve klem, met hun aansluitingen:
Het plus- en het minteken worden vaak weggelaten omdat men aan de grootte van de platen in de tekening kan zien welke zijde de positieve en welke de negatieve klem is. Een ezelsbruggetje is dat voor het plusteken twee keer zoveel streep nodig is als voor het minteken.

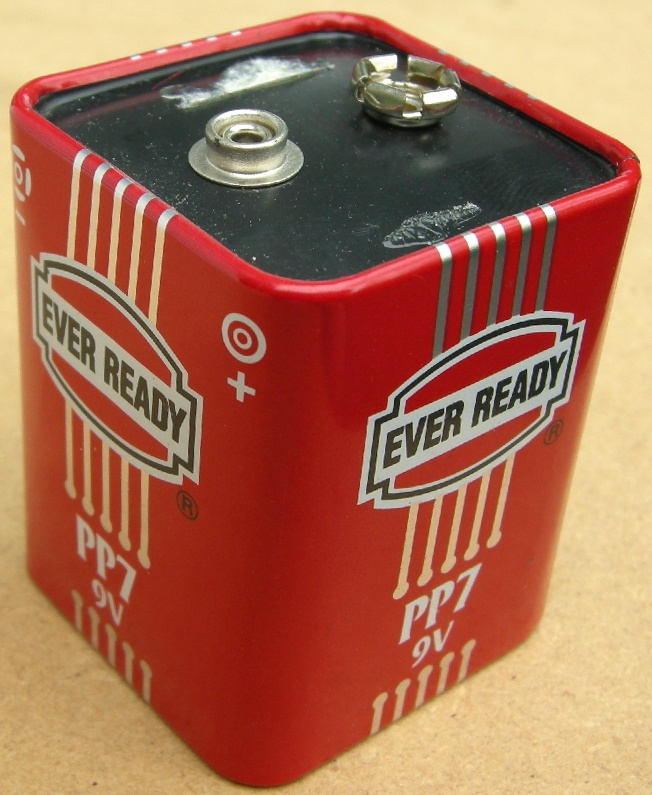
Een PP7-batterij van 9 volt

## Werking
In een cel van een batterij worden via een chemische reactie aan de minpool elektronen vrijgemaakt, terwijl tegelijkertijd aan de pluspool via een andere chemische reactie elektronen worden gebonden. Het zo ontstane potentiaalverschil wordt gebruikt om een stroom te laten vloeien door een op de batterij aangesloten component.
Bij een oplaadbare batterij zijn de chemische processen omkeerbaar: door het aanleggen van een elektrische spanning kan men een elektronenstroom in omgekeerde richting forceren en zullen de chemische reacties dan omgekeerd verlopen: er wordt dus energie opgeslagen.
Een niet-oplaadbare batterij maakt gebruik van chemische processen die op deze manier niet omkeerbaar zijn, zodat een eenmaal ontladen batterij niet meer opnieuw opgeladen kan worden. Wel zijn er in het verleden niet onverdienstelijke pogingen tot herladen gedaan met bijzondere technieken.

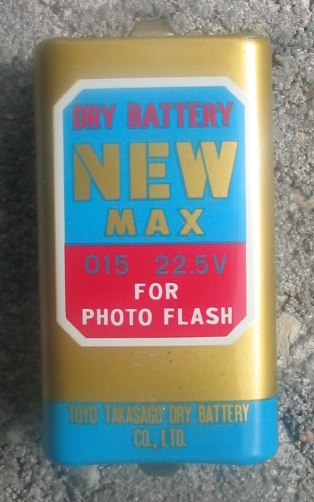
Een 22,5V-batterij

Een batterij bestaat uit een of meer elektrochemische cellen. De cellen kunnen parallel of in serie geschakeld zijn, of een combinatie daarvan. Parallel geschakelde cellen leveren dezelfde elektrische spanning als een enkele cel, maar kunnen een grotere elektrische stroom leveren. In serie geschakelde cellen leveren een hogere spanning, maar kunnen dezelfde stroom leveren als een enkele cel. Veel in de praktijk gebruikte batterijen, zoals de 9 voltbatterij in consumentenelektronica en de 12 voltaccu in auto's bestaan uit in serie geschakelde cellen. Zowel bij de serieschakeling als bij de parallelschakeling is de opgeslagen energie in de batterij gelijk aan de som van de opgeslagen energie in de afzonderlijke cellen. Een batterij waarvan de reagerende bestanddelen tijdens de werking nog kunnen worden aangevoerd heet een brandstofcel.
De spanning aan de klemmen van een batterij, de klemspanning, is afhankelijk van de ladingstoestand, de inwendige weerstand en de belasting van de batterij. Bij belasting heeft een batterij een lagere spanning dan onbelast doordat de geleverde stroom een spanningsval veroorzaakt over de inwendige weerstand. De inwendige weerstand kan veranderen door ontlading en veroudering van de batterij.

## Geschiedenis
De term 'batterij' werd voor het eerst gebruikt door Benjamin Franklin in 1748 als aanduiding voor een rij elektrisch geladen glasplaten (het woord battery is een militaire term voor in een rij opgestelde artillerie). In die tijd had een batterij vooral amusementswaarde en geen of nauwelijks praktische toepassingen. Andere onderzoekers maakten batterijen van parallel geschakelde Leidse flessen. Er werd veel onderzoek gedaan naar de geneeskrachtige werking van elektriciteit, maar dat leverde weinig op. (De defibrillator werd pas in 1932 uitgevonden door William Bennett Kouwenhoven.)
In de periode 1780-1786 voerde Luigi Galvani zijn beroemde experimenten uit met spieren van kikkers, die samentrokken als hij er pennen van verschillende soorten metaal in stak. Zijn vriend Alessandro Volta, professor aan de universiteit van Pavia, bouwde op zijn experimenten voort en stelde vast dat een combinatie van twee metalen elektriciteit kon produceren ook zonder spierweefsel erbij te betrekken. Oorspronkelijk gebruikte Volta een reeks schalen met zoutoplossing, die hij met elkaar verbond door een metalen boogje, dat aan de ene kant bestond uit koper en aan de andere kant uit zink, tin of aluminium. Later gebruikte hij een kolom van afwisselend koperen en zinken schijfjes, gescheiden door vilt dat in een zoutoplossing was gedrenkt, de zogenaamde zuil van Volta. In 1800 maakte hij zijn uitvinding bekend. Deze kreeg toen ook de naam batterij.

### Naar krachtigere en praktischere batterijen

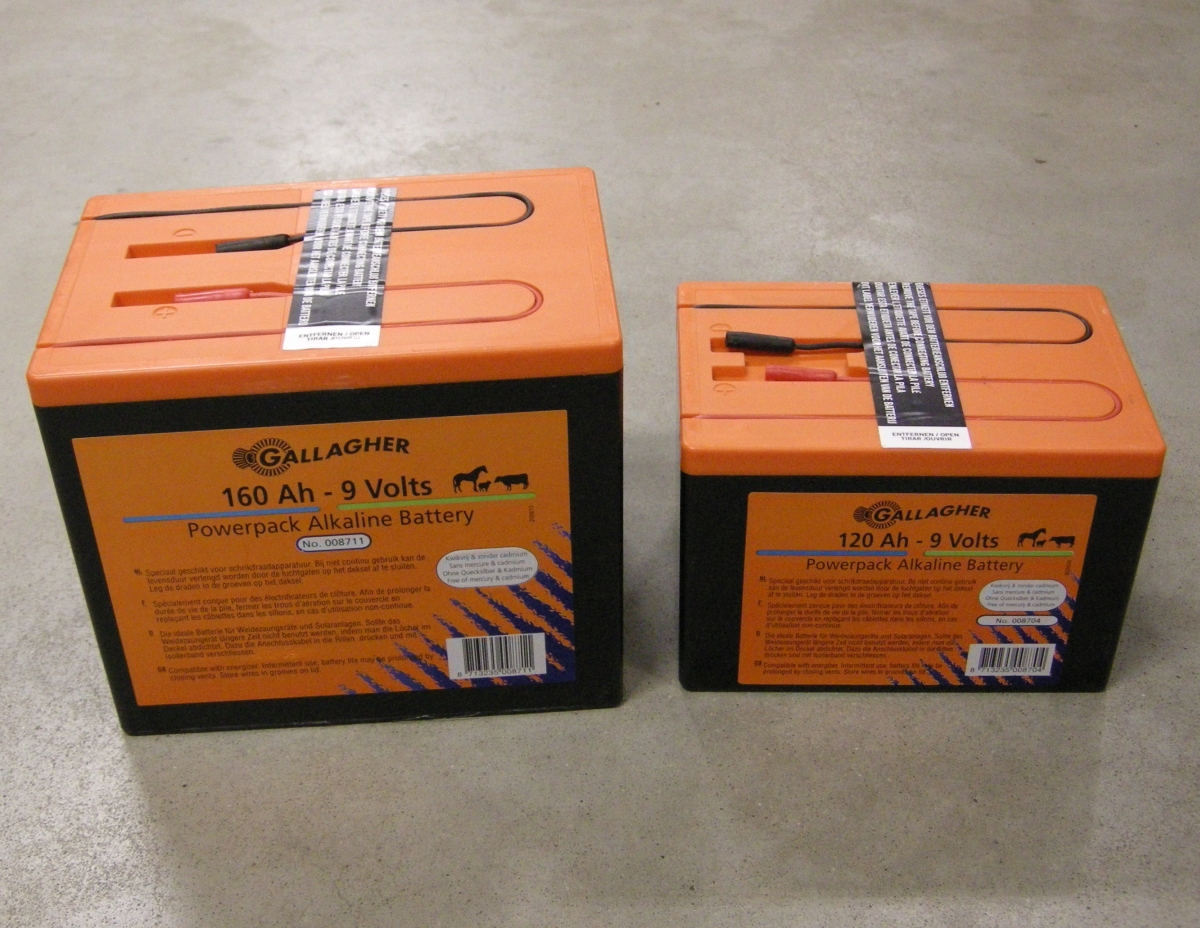
Alkalinebatterijen voor schrikdraadapparaten

In 1836 vond de Engelsman John Daniell het daniell-element uit. Dit type batterij gebruikte twee elektrolyten, kopersulfaat en zinksulfaat, en was veiliger in gebruik dan de zuil van Volta.
De eerste praktisch toepasbare herlaadbare accu op basis van lood en zuur werd in 1859 ontwikkeld door de Franse uitvinder Gaston Planté. Dit principe wordt nog steeds gebruikt in autoaccu's.
In 1866 patenteerde de Fransman Georges Leclanché de natte koolstof-zinkbatterij. Deze bestond uit een koolstofstaaf, ingebed in mangaandioxide, gemengd met koolstofpoeder en gedrenkt in een ammoniumchloride-oplossing. Leclanchés batterij vond snel ingang in de telegrafie. In 1881 vond Carl Gassner de eerste commercieel succesvolle droge cel uit: een zink-koolstofcel. Batterijen op basis van zink en koolstof worden nog steeds gebruikt, hoewel zij tegenwoordig grotendeels vervangen zijn door alkalinebatterijen, die meer energie kunnen leveren.
In 1899 vond Waldemar Jungner de eerste herlaadbare nikkel-cadmiumbatterij uit, waar hij in 1901 patent op kreeg. In 1901 kreeg Thomas Edison eveneens patent op een nikkel-ijzerbatterij.
In de Tweede Wereldoorlog ontwikkelden Amerikaanse onderzoekers een krachtigere batterij op basis van mangaan(IV)oxide en zink met een alkalische elektrolyt. Dit leidde rond 1950 tot de introductie van kleine alkalinebatterijen voor algemeen gebruik.
Momenteel onderzoekt men de mogelijkheid om zeldzame stoffen te vervangen door plantaardige stoffen. Bepaalde stoffen zijn afval bij de productie van papier.

## Specificaties
Onderstaande kenmerken zijn van toepassing als specificaties van een batterij, waarvan sommige kenmerken enkel toepasbaar zijn op oplaadbare batterijen. Sommige kenmerken zijn duidelijk te bepalen (bijvoorbeeld bronspanning), maar andere minder gemakkelijk (bijv. de levensduur).
1. Voornamelijk op oplaadbare batterijen wordt het aantal ampère-uur vermeld, een eenheid voor elektrische lading. Het eenheidssymbool is Ah; 1 Ah is de hoeveelheid lading die bij 1 ampère in 1 uur heeft gestroomd. Het is geen maat voor de energie in een batterij, maar een gebruikelijke aanduiding voor de capaciteit van (oplaadbare) batterijen. Op wegwerpbatterijen laten fabrikanten deze aanduiding meestal achterwege.
2. De energiedichtheid van een batterij is de hoeveelheid energie per massa- of volume-eenheid, en dus belangrijk bij mobiele toepassingen. De energiedichtheid van de batterij geeft de maximale energie aan die er per kg of per liter in kan worden opgeslagen, en kan worden uitgedrukt in Wh/kg of Wh/l.
3. De vermogensdichtheid is een maat voor de effectiviteit van accu's en batterijen en wordt weergegeven in watt per kilogram (W/kg). Dit getal wijst dus op het maximale vermogen dat de accu per kilo kan leveren.
4. De laad- en de ontlaadefficiëntie geven respectievelijk aan hoeveel van de energie bij het laden wordt opgeslagen en welk deel van de opgeslagen energie bij het ontladen benut kan worden. Als deze bijvoorbeeld 50-92% zijn, zal van de energie die bij het laden toegevoerd wordt, 50% in de accu terechtkomen (de rest gaat verloren als restwarmte). Bij gebruik van de accu zal 92% van de opgeslagen energie benut kunnen worden en zal de overige 8% verloren gaan als restwarmte.
5. De prijs is uiteraard een belangrijk kenmerk, maar vooral de verhouding tussen energie en prijs, uitgedrukt in Wh/EUR.
6. Zelfontlading is een vervelende eigenschap van een accu, waardoor de elektrische lading langzaam verdwijnt, zonder dat de accu gebruikt wordt.
7. De bronspanning, uitgedrukt in volt is de spanning tussen de klemmen van de accu in onbelaste toestand.
8. De laadtemperatuur is de temperatuur waarbij de batterij optimaal geladen kan worden.
9. Het aantal laadcycli dat de batterij kan verdragen, zonder dat de capaciteit of de bronspanning te veel vermindert.
10. De levensduur van een batterij hangt af van de omstandigheden waarin de batterij wordt bewaard, geladen en ontladen. Dit kan worden uitgedrukt in maanden of jaren, maar ook in het aantal laadcycli.

## Gangbare soorten batterijen

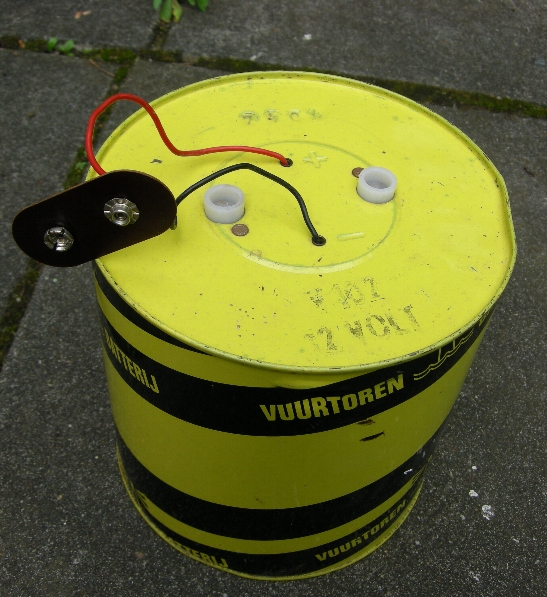
Een vuurtorenbatterij

Batterijen kunnen worden onderverdeeld in oplaadbare en niet-oplaadbare batterijen. De oplaadbare batterij is een secundaire stroombron, de niet-oplaadbare batterij is een primaire stroombron. De eerste categorie wordt ook wel accu, de laatste ook wel wegwerpbatterij genoemd. Beide typen worden veel gebruikt.

### Wegwerpbatterijen
Een wegwerpbatterij is bedoeld om eenmalig gebruikt te worden tot de erin opgeslagen elektrochemische energie is verbruikt. Dergelijke batterijen worden met name gebruikt in kleine draagbare apparaten die weinig energie verbruiken (bijvoorbeeld: afstandsbedieningen, horloges). Wegwerpbatterijen kunnen niet worden opgeladen. Dit toch proberen is zelfs gevaarlijk, aangezien er een chemische reactie kan optreden waardoor de batterij kan ontploffen.
Wegwerpbatterijen zijn er in de volgende soorten:
| Type                 | Kathode               | Anode           | Nominale celspanning (V) | Opmerking                                                         | Toepassings- voorbeeld                     | Energie- dichtheid | Vermogens- dichtheid |
| -------------------- | --------------------- | --------------- | ------------------------ | ----------------------------------------------------------------- | ------------------------------------------ | ------------------ | -------------------- |
| Zink-koolstofcel     | Bruinsteenmassa       | Zinkbeker       | 1,5                      | Elektrolyt: salmiakzout of zinkchloride                           | Zaklamp, klok                              |                    |                      |
| Alkalinebatterij     | Mangaan(IV)oxidemassa | Zinkpoederpasta | 1,5                      | Hogere energieopbrengst                                           | Discman, afstandbediening                  | 2 GJ/m3            |                      |
| Zink-lucht           | Lucht                 | Zinkpoederpasta | 1,4                      | Milieuvriendelijk alternatief voor kwikbatterij                   | Knoopcellen voor gehoorapparaten           |                    |                      |
| Zilveroxide          | Zilveroxide           | Zinkpoederpasta | 1,55                     | Zeer kleine knoopcellen                                           | Horloge                                    |                    |                      |
| Lithium-mangaanoxide | Mangaan(IV)oxide      | Lithiumfolie    | 3,0 - 3,5                | Zeer hoge energiedichtheid                                        | Camera's, mobiele telefoons                | 4 GJ/m3            |                      |
| Kwik-zink            | Kwik(II)oxide         | Zink            | 1,35                     | Lage zelfontlading, in meeste landen verboden wegens milieurisico | Hoortoestellen, fototoestellen, pacemakers |                    |                      |

### Oplaadbare batterijen
Oplaadbare batterijen (eigenlijk: accumulator of kort, accu) worden vele malen hergebruikt. Ze kunnen worden opgeladen door er een externe stroombron op aan te sluiten, waardoor de chemische processen in de batterij zich in omgekeerde richting voltrekken. De externe stroombron wordt batterijlader of kortweg lader genoemd.

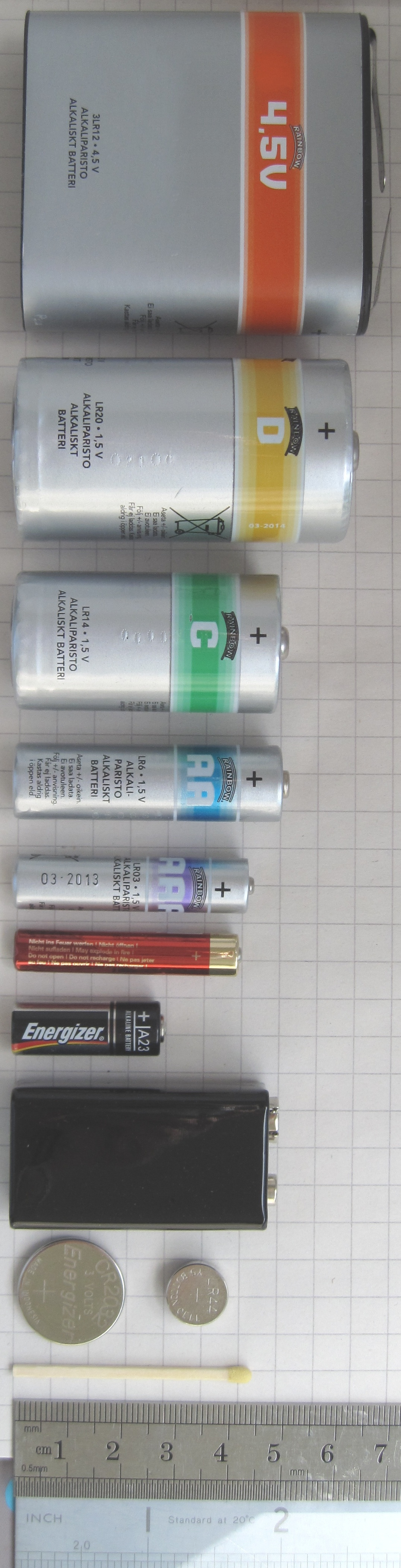
Maten batterijen. Van boven naar beneden: 3R12 (4,5 volt), D, C, AA, AAA, AAAA (alle 1,5 volt), 23A (12 volt), PP3 (9V-blokje) en knoopcellen (CR2032 en LR44)

### Modellen
De afmetingen en elektrische eigenschappen van batterijen zijn gestandaardiseerd, zodat dezelfde batterij in verschillende apparaten kan worden gebruikt. In de volgende tabel zijn van veel soorten batterijen enkele gegevens opgesomd.
Merkwaardig genoeg wordt op eenmalige batterijen zelden een capaciteit vermeld. De capaciteiten in onderstaande tabel zijn berekend uit de afmetingen en de tabel hierboven.
De betreffende Europese standaard is IEC 60086-1 Primary batteries - Part 1: General (BS397 in het Verenigd Koninkrijk). De betreffende Amerikaanse standaard is ANSI C18.1 American National Standard for Dry Cells and Batteries-Specifications.
Naast deze gangbare modellen is er een heel uitgebreid scala aan knoopcellen, batterijen in een ronde, platte uitvoering.
De energie die een batterij onder optimale condities kan leveren, verkrijgt men door de capaciteit (in mAh) te vermenigvuldigen met de spanning over de polen (in V). Neem als voorbeeld de penlite (AA), capaciteit 3330 mAh en spanning 1,5 V. De energie die hij kan leveren is dan 5 VAh (3330 mAh × 1,5 V). Dit is 5 Wh. Bij een typische prijs van 1 euro voor een penlite komt dit neer op een energieprijs van 20 ct/Wh; vergelijk dit met de energieprijs van het elektriciteitsnet: deze is typisch 20 ct/kWh, aangezien 1 kilowatt 1000 watt is, is de prijs 1000× zo hoog.
| Code   | Code       | Code                | Code     | Naam                         | Toepassing        | Afmetingen (mm)                             | Spanning | Capaciteit |
| Code   | Zink-kool  | Alkaline            | Lithium  | Naam                         | Toepassing        | Lengte × diameter Lengte × breedte × hoogte | (V)      | (mAh)      |
| ------ | ---------- | ------------------- | -------- | ---------------------------- | ----------------- | ------------------------------------------- | -------- | ---------- |
| CR1    |            |                     | CR1      |                              |                   | 13 × 15,5                                   | 3        | 454        |
| CR2    |            |                     | CR2      |                              |                   | 26 × 15,5                                   | 3        | 900        |
| CR123A |            |                     | CR123A   |                              |                   | 33,4 × 17                                   | 3        | 1400       |
| CR1/3N |            |                     | CR1/3A   |                              |                   | 10,8 × 11,6                                 | 3        | 200        |
| CR2/3  |            |                     | CR2/3    |                              |                   | 33,9 × 17                                   | 3        | 1400       |
| CR2 NP |            |                     | CR2 NP   |                              |                   | 60 × 11,6                                   | 3        | 1200       |
| 23A    |            |                     | 23A      |                              | Afstandbediening  | 28 × 10                                     | 12       | 100        |
| 27A    |            |                     | 27A      |                              |                   | 28 × 7,7                                    | 12       | 60         |
| 476A   |            |                     | 476A     |                              |                   | 25,2 × 13                                   | 6        | 300        |
| 25A    |            |                     | 25A      |                              |                   | 21,4 × 7,7                                  | 9        | 60         |
| N      | UM-5       | LR-1, AM 5          |          |                              | Lady              | 30,2 × 12                                   | 1,5      | 1300       |
| AAAA   | E96        | LR 61               |          |                              |                   | 42,5 × 8,3                                  | 1,5      | 850        |
| AAA    | R03, UM-4  | LR 03, AM-4, MN2400 | HP16     | Micro, potlood, mini-penlite | Afstandbediening  | 44,5 × 10,5                                 | 1,5      | 1500       |
| AA     | R6, UM-3   | LR 6, AM-3, MN1500  | HP7, L91 | Mignon, penlite              |                   | 51 × 15                                     | 1,5      | 3330       |
| C      | R14, UM-2  | LR 14, AM-2, MN1400 | HP11     | Engelse staaf, baby          | Traplift          | 50 × 26,2                                   | 1,5      | 10.000     |
| D      | R20, UM-1  | LR20, AM-1, MN1300  | HP2      | Monocel                      | Zaklantaarn       | 58 × 33                                     | 1,5      | 18.000     |
| V102   |            |                     |          | Vuurtorenbatterij            | Wegmarkering      | 184 × 178                                   | 12       | 1.500.000  |
|        | 1203, 3R12 | 3LR12, 3R12U        |          | Platte batterij              | Zaklantaarn       | 62 × 22 × 67                                | 4,5      | 11.300     |
| PP3    | F22, 6F22  | 6R61, MN1604        |          | Negenvoltblokje              | Rookmelder        | 48,5 × 26,5 × 17,5                          | 9        | 1000       |
| O15    |            |                     |          | Fotoflitsbatterij            | Fotoflitsbatterij | 45 × 25 × 15                                | 22,5     | 400        |
| PP7    |            |                     |          |                              |                   | 61 × 46 × 46                                | 9        | 8000       |
| 4R25   |            | PC908               |          | Blokbatterij                 |                   | 100 × 67 × 67                               | 6        | 42.000     |

## Milieu
De zware metalen kwik en cadmium, die in batterijen worden gebruikt, zijn schadelijk voor het milieu. Daarom moeten lege batterijen, en met name cadmium- en kwikbatterijen, niet bij het gewone afval worden gegooid, maar ingeleverd als klein chemisch afval of bij een inzamelpunt voor lege batterijen.
Op basis van de Europese richtlijn van 1991 (911157/EEG), mochten batterijen al niet meer dan 5 gewichtsprocenten kwik bevatten — met uitzondering van knoopcellen. Sinds die tijd zijn alternatieven als lithiumbatterijen en zink-luchtknoopcellen beschikbaar gekomen. Daarom mogen van de Europese richtlijn in 1998 (981101/EG) knoopcellen nog maar 2 gewichtsprocenten kwik bevatten. Andere batterijen mogen helemaal geen kwik (minder dan 0,0005 gew.%) meer bevatten.
Producenten zijn verplicht te zorgen voor de inzameling van lege batterijen. Daartoe is in Nederland de Stichting Batterijen (Stibat) en in België Bebat opgericht.

## Regeneratie van loodaccu's
Door het voortdurend laden en ontladen van de batterijen begint het zuur in de elektrolyt te sulfateren. Deze kristallen zetten zich vast op de elektroden. Zodoende verliest de batterij twee van haar actieve componenten namelijk enerzijds het zuur, dat zich omzet in kristallen en niet meer actief is in het chemisch proces, en anderzijds de oppervlakte van de elektroden die bedekt worden door deze kristallen. Een Zweedse firma heeft een regenerator op de markt gebracht (Macbat) die door hoge stroompulsen de kristallen opnieuw omzet in zuur. Dit heeft als gevolg dat het soortelijk gewicht van het zuur in de elektrolyt opnieuw stijgt en bovendien worden zo de elektroden bevrijd van de gevormde kristallen. Met een jaarlijkse regeneratie zou de levensduur van de batterij kunnen verdubbelen van gemiddeld zes jaar (ongeveer 1.500 cycli) tot 10 jaar (ongeveer 2.500 cycli). Ook batterijen die al een bepaalde leeftijd hebben en nog nooit werden geregenereerd kunnen volgens dit procedé nog 3 jaren meegaan. Doordat de capaciteit van de batterij opnieuw stijgt verhoogt men ook het rendement van de machine en daalt het elektriciteitsverbruik. Na een regeneratie dient men immers minder vlug opnieuw te laden.
Dit procedé wordt op dit ogenblik enkel toegepast voor open-loodbatterij.

## Varia
- Het is mogelijk om van citroen, appel of aardappel en twee geleidende pinnen een zwakke batterij te maken, waarop bijvoorbeeld een lcd-klokje kan werken. Hiertoe dienen de beide pinnen van verschillende metalen te zijn vervaardigd.
- Jaarlijks worden in Nederland 393 miljoen batterijen verkocht (2011).[2] Volgens een schatting van de Stichting Batterijen liggen er in Nederland ruim 85 miljoen lege batterijen in laatjes, doosjes en kasten.
- Om te bepalen hoe ver de batterij leeg is, is het niet voldoende om te meten welke spanning de batterij nog afgeeft. Als een batterij lang niet gebruikt wordt, kan er namelijk kristalvorming in de batterij optreden, waardoor de inwendige weerstand toeneemt. Daardoor geeft de batterij nog wel de volle spanning, maar kan hij nauwelijks nog stroom leveren. Goede batterijtesters meten daarom de batterijspanning onder belasting.
- Als een apparaat lang niet wordt gebruikt moeten de batterijen eruit verwijderd worden. Er bestaat een grote kans dat ze uiteindelijk gaan 'lekken', waardoor het apparaat kan worden vernield. Onherstelbare corrosie van metalen en van de elektronica kan het gevolg zijn.
- Er wordt afgeraden om een knoopcel met de platte kanten tussen de vingers vast te nemen. Vaak wordt gedacht dat de batterij daardoor ontladen wordt, maar daar heeft het niets mee te maken. De reden is dat de vetten en oliën van de huid het oppervlak van de batterij zouden kunnen aantasten, en zodoende kan een slechter contact ontstaat van de batterij in de batterijhouder.